# 拉密特人
拉密特人，是分布於老撾和泰國的南亞語系民族。

## 地區分布
大約有22000人分布於老撾的琅南塔省、烏多姆賽省和博膠省，另有100人分布於泰國的清萊和南邦府，有90人生活在美國和30人生活在法國。他們是老聽族。

## 起源
他們宣稱自己是老撾的原住民，他們的語言屬南亞語系布朗支，多數成年男人也說泰沅語。

## 經濟
他們主要從事刀耕火種農業，輔以狩獵捕撈採集。他們與與老撾和泰國貿易獲得他們的必需品，一些人也成為僱員。

## 宗教
他們主要信仰萬物有靈宗教。

## 婚姻
拉密特人結婚後，丈夫會留在娘家為岳父工作一段日子。然後支付一定數目的禮金再決定留下還是搬出。

## 重要財富
財富是拉密特男人地位的重要考量，而他們的財富由水牛、編鐘和銅鼓組成。